# Upper Brookfield
Upper Brookfield är en del av en befolkad plats i Australien. Den ligger i kommunen Brisbane och delstaten Queensland, omkring 16 kilometer väster om delstatshuvudstaden Brisbane. Antalet invånare är 645. Den ligger vid sjön Gold Creek Reservoir.
Runt Upper Brookfield är det mycket tätbefolkat, med 1 056 invånare per kvadratkilometer.. Närmaste större samhälle är Brisbane, omkring 16 kilometer öster om Upper Brookfield. 
Runt Upper Brookfield är det i huvudsak tätbebyggt. Genomsnittlig årsnederbörd är 1 252 millimeter. Den regnigaste månaden är januari, med i genomsnitt 248 mm nederbörd, och den torraste är oktober, med 34 mm nederbörd.